# Le Montet
Le Montet là một xã thuộc tỉnh Allier, vùng Auvergn miền Trung nước Pháp.